# Феста, Костанцо
Костанцо Фе́ста (итал. Costanzo Festa, Constantio Festa; ок. 1490 — 10 апреля 1545, Рим) — итальянский композитор. Феста — крупнейший композитор-итальянец на своей родине в первой половине XVI века. Один из родоначальников итальянского мадригала.

## Жизнь и творчество
С 1517 до конца жизни работал певчим в Сикстинской капелле. Сохранились письма Фесты к Филиппо Строцци, в которых он жалуется на нужду. К тому же Феста страдал хроническими приступами подагры.
Феста считается одним из двух (наряду с Филиппом Вердело) родоначальников итальянского мадригала (XVI века). Часть мадригалов Фесты (всего более 120, в основном, на четыре голоса) написана в моноритмической фактуре, часть — в имитационной. Феста — автор четырёх месс, более 40 мотетов, многоголосных сочинений на тексты оффиция: 12 магнификатов, гимнов (в том числе Te Deum), 8 ламентаций (на Страстную седмицу) и другой духовной музыки.
Наибольшую известность Фесте принесло инструментальное сочинение «Испания» (La Spagna), которое представляет собой сборник 125 вариаций на одноимённую танцевальную тему (в жанре bassadanza), в функции cantus firmus. Помимо всевозможных контрапунктических превращений темы (простой, двойной и тройной каноны, строгий и свободный стиль, сегментирование и сквозная имитация, ракоход) Феста показывает также остинато, кводлибет, обрабатывает тему на разное количество голосов (от 2 до 11), сочетает различные мензуры (см. Мензуральная нотация) в одновременности. Некоторые пьесы из «Испании», имеющие выраженно экспериментальный характер, рассчитаны на то, чтобы продемонстрировать блеск учёности их создателя. Вместе с тем, сочинение очевидно задумывалось с дидактическими целями, так как не содержит указаний на специфику какого-либо определённого инструмента.
Полное собрание вокальных сочинений Фесты опубликовано в академической серии Corpus mensurabilis musicae, том 25.

## Рецепция
Свидетельство европейской известности Фесты — его появление в книге Ф. Рабле «Гаргантюа и Пантагрюэль», в прологе к Книге 4 (напечатана в 1552 году). В анекдоте о просеке, который рассказывает Приап Юпитеру, Феста упоминается в компании с другими крупными композиторами старшего поколения (Жоскеном Депре, Окегемом и Обрехтом), поющими непристойную песенку.